# Henri Ungemach
Henri Ungemach (Straatsburg, 10 september 1879 - aldaar, 11 juni 1936) was een Franse entomoloog en mineraloog.

## Levensloop
Zijn ouders waren Charles Léon Ungemach (1844-1928), grootindustrieel in Straatsburg (in kruidenierswaren en conserven), en Marie Élisabeth Himly (1856-1935). Henri Léon Ungemach volgde zijn middelbareschoolopleiding aan het Protestants Gymnasium in Straatsburg. Daarna ging hij naar de Eidgenössische Polytechnische Schule van Zürich, waar hij in 1904 afstudeerde als scheikundig ingenieur. Hij schreef zich in aan de Universiteit van Straatsburg om zich te wijden aan zijn proefschrift getiteld "Die Erz-lagerstätten des Weilertales" dat hij in 1907 met succes verdedigde, zodat hij zich doctor in de mineralogie mocht noemen.
Als jonge man was Henri Ungemach gefascineerd door aardrijkskunde en de natuur. Hij wist zijn passie en kennis over de natuur over te brengen aan de mensen om hem heen.
Op 14 februari 1908 trouwde Henri Ungemach in Parijs met Éva Denise Andrée Bénédite (1885-1956). Haar ouders waren Léonce Bénédite (de beroemde Franse kunsthistoricus, conservator van het Musée du Luxembourg en oprichter van het Musée Rodin) en Marie Valentine Amélie le Mancel (1853 - 1930). Het echtpaar kreeg vier kinderen.
Zo begon voor de Elzasser mineraloog een carrière waarin hij belangrijk onderzoek zou doen op het gebied van mineralogie en kristallografie, zowel in de Elzas als buiten Frankrijk, met name in Noord-Amerika, Marokko, Madagaskar en Ethiopië. Hij heeft meer dan 2.300 kristalvormen beschreven en nieuwe soorten mineralen gedefinieerd, op basis van monsters uit zijn mineralogiecollecties. Zijn mineralogieonderzoeken hebben geresulteerd in een 40-tal publicaties, tussen 1906 en 1936. Een nieuw mineraal uit Chili is door Martin Alfred Peacock en Mark Chance Bandy in 1938 naar hem vernoemd: Ungemachite.
Zijn eerste grote reis, na de verdediging van zijn proefschrift, bracht hem naar Amerika, waar hij achtereenvolgens de Verenigde Staten (Californië), Canada, en Mexico bezocht. In dat laatste land bleef hij langer omdat hij een passie voor de beschaving van de Azteken ontwikkelde. Onder begeleiding van een gids maakte hij lange expedities te paard naar afgelegen locaties op zoek naar de overblijfselen van de Azteken-kunst.
Terug uit Amerika vestigde Henri Ungemach zich in Villé (Bas-Rhin) in het pand van zijn ouders, op het Château de Honcourt, een landgoed in Val de Villé dat zijn vader na 1890 had gekocht van familieleden, de gezusters Hansmaennel. In die tijd leidde Henry Ungemach de exploitatie van de zilvermijnen van Saint-Sylvestre, vlak bij de Col d'Urbeis (Bas-Rhin), in de gelijknamige stad en vlak bij Villé.
In deze periode werd Henri Ungemach lid van de Société d’Histoire Naturelle de Colmar, waar hij tot ten minste 1929 lid van bleef. Hij werd ook lid van de société française de minéralogie et de cristallographie (SFMC), waarvan hij van 1919 tot 1934 de functie van secretaris bekleedde. Het lijkt erop dat hij nooit lid is geworden van de Société Entomologique de France, noch van de L'Amateur de Papillons, hoewel hij duidelijk een bekende was van Léon Lhomme, auteur van onder andere het 800 pagina’s tellende boekwerk over de vlinders van Frankrijk en België.
In 1911 verruilde Henri Ungemach de Elzas voor Parijs. In Parijs komt hij in contact met de Compagnie Générale des Colonies. Vanaf dat moment reisde hij voor mijnbouwbedrijven naar diverse potentiële mijnbouwgebieden. Zijn eerste missie bracht hem naar Marokko, waarvandaan hij succesvol terugkeerde. De volgende reis bracht hem naar Madagaskar. Maar terwijl hij het onderzoek naar de grafietafzettingen leidde, brak de Eerste Wereldoorlog uit. Hij moest onmiddellijk terug naar Frankrijk om zich in Vincennes aan te sluiten bij een Elzasser regiment, dat hij al snel verliet om zich bij het 8e regiment aan te sluiten.
Ungemach raakte in de Vogezen bij Chaume de Lusse gewond aan zijn linkerhand, door granaatscherven. Hij moest een lang herstel in acht nemen en ontving voor zijn gedrag aan het front het oorlogskruis. Hij keerde terug naar Fontainebleau, waar hij de opleiding voor tweede luitenant volbracht. Hij nam in 1918 deel aan de tweede slag om de Marne, met het 85e artillerieregiment. Op 21 november 1918 kwam hij aan in zijn Elzasser thuisland en de volgende dag bereikte hij Straatsburg. Ontheven van zijn taak in het regiment bezette hij enige tijd een functie bij het arrondissement Strasbourg-Campagne.
Na de Eerste Wereldoorlog werd Ungemach door de regering naar Marokko gestuurd om naar zeldzame metalen te zoeken (goud, zilver, platina). Deze activiteit, die discreet moest blijven (zelfs geheim) was slim verborgen achter een meer “officiële” missie, namelijk om de entomologische fauna te bestuderen. Zodoende vertrok Henri Ungemach in 1922, "vermomd" als vlinderjager met René de Segonzac en Ferdinand-Louis Le Cerf naar het Atlasgebergte. Hij ging helemaal op in zijn "spel" en wist een groot aantal vlinders te verzamelen voor zijn onderzoek. De resultaten van dit onderzoek werden vastgelegd in een publicatie van Ferdinand Le Cerf, waarin hij verschillende taxa beschreef, waaronder een nieuwe Zygaena-soort voor de wetenschap, die hij opdroeg aan Ungemach, de ontdekker ervan: Zygaena ungemachi. 
In januari 1923, tijdens de Ruhrbezetting, beantwoordde Henri Ungemach de oproep van de Franse regering om als ingenieur deel te nemen aan de Mission Interalliée de Contrôle des Usines et des Mines (M.I.C.U.M.) voor de duur van de bezetting. Bij zijn terugkeer naar Parijs in 1925 werd hij onderscheiden met het Légion d'Honneur. 
Tijdens drie opeenvolgende mijnmissies van 1925 tot 1927 in Ethiopië voor een bedrijf dat het platinazand van de Baro (rivier) exploiteerde, zou Henri Ungemach weer overgaan tot “vruchtbare oogsten”, die hem in staat zouden stellen om in 1932 een omvangrijk werk over vlinders te publiceren. 
Nadat hij van zijn vrouw was gescheiden, verliet hij in 1930 Parijs om bij zijn moeder in Straatsburg te gaan wonen, aan wie hij zeer was gehecht. Vanaf 1932 was Ungemach verbonden aan het Mineralogielaboratorium van de Universiteit van Straatsburg, waar hij verantwoordelijk was voor de herziening van de catalogi van de aanwezige collecties. Hij ontving in 1934 een onderzoeksbeurs van de Caisse Nationale de la Recherche Scientifique.
De laatste reis van Henri Ungemach naar Ethiopië was bijzonder zwaar en vermoeiend voor hem. Bij zijn terugkeer in Parijs kreeg hij bronchitis waar hij een longbeschadiging aan overhield. Hiervoor moest hij frequent in het hooggebergte verblijven, maar deze therapie baatte niet. Ungemach moest voortaan verre reizen opgeven. Hij ging nog twee keer naar zijn vrienden van het Institut scientifique chérifien in Rabat in Marokko. 
Vanaf maart 1936 verergerde zijn ziekte snel. Ondanks de hoge koorts stopte hij nooit met werken, studeren of lezen. Tegen het einde van zijn leven was hij weer begonnen met het lezen van Griekse en Latijnse auteurs. De  Oden van Horatius lagen tot op het laatst op zijn nachtkastje.
Henri Ungemach overleed op 11 juni 1936 op 56-jarige leeftijd in Straatsburg, als gevolg van longtuberculose. Ungemach was bescheiden en onbaatzuchtig. Hij was een natuuronderzoeker met een encyclopedische kennis, die vloeiend Duits en Engels sprak alsof het zijn moedertaal was. Bovendien sprak hij ook Italiaans en Spaans. Latijn en oud-Grieks schreef en las hij met evenveel gemak. Hij was een muziekkenner en hij waardeerde vooral de werken van Johann Sebastian Bach en Ludwig van Beethoven. Marie-Joseph Erb, een Elzasser componist, organist en professor aan het Conservatorium van Straatsburg, droeg in 1899 een eigen werk aan hem op.

## Nalatenschap
Waarschijnlijk heeft Henri Ungemach tussen 1922 en 1935 regelmatig Villé (Bas-Rhin) bezocht, getuige de verschillende dozen van zijn collectie van micro’s in het Entomologisch Laboratorium van het Museum van Parijs. Hoe deze dozen precies in het museum zijn terechtgekomen, is niet precies meer te achterhalen. Meest waarschijnlijk is dat Ungemach na zijn missie naar Marokko met Ferdinand Le Cerf bevriend was geraakt, en hij hem daarom zijn collectie aanbood om deze aan het museum te schenken. Volgens Raymond Hocart heeft Henri Ungemach zijn collecties van Europese vlinders en van de kevers uit Val de Villé aan het museum nagelaten. Aan het Institut scientifique chérifien in Rabat schonk hij zijn verzameling van schelpen die hij voor de kusten van Algerije en Marokko had verzameld. Hij liet verder schitterende herbaria, hydrografische kaarten en foto's na.
Het grootste deel van Ungemachs collectie van vlinders met door Ferdinand Le Cerf beschreven typen en paratypes bleven na zijn dood eigendom van zijn familie. De weduwe van zijn neef bood deze later aan aan het Zoölogisch Museum van Straatsburg. Er moet ook worden opgemerkt dat Henri Ungemach hoogstwaarschijnlijk bevriend was met Léon Lhomme, getuige de talrijke vermeldingen van Villé in zijn standaardwerk over de vlinders van Frankrijk en België (Catalogue des Lépidoptères de France et de Belgique). Enkele microlepidoptera uit de collectie van Henri Ungemach dienden ook als model voor de aquarellist René Préchac voor de realisatie van de nachtvlinder-platen voor het derde boekje uit de Petit Atlas-serie.

## Enkele naar Ungemach vernoemde taxa
- Colotis ungemachi Le Cerf, 1922
- Tarucus ungemachi Stempffer, 1924
- Cigaritis allardi ungemachi Rothschild, 1926
- Deudorix ungemachi Libert, 2004
- Kretania martini ungemachi Rothschild, 1926
- Acraea ungemachi Le Cerf, 1927
- Charaxes lactetinctus ungemachi Le Cerf, 1927
- Arctia ungemachi Le Cerf, 1924
- Odontocheilopteryx ungemachi Tams, 1931,
- Schinia ungemachi (Berio, 1945)
- Aspidifrontia ungemachi (Laporte, 1978)
- Amazonides ungemachi (Laporte, 1984)
- Oreocossus ungemachi Rougeot, 1977
- Anarsia ungemachi Réal, 1994
- Zygaena loyselis ungemachi Le Cerf, 1923
- Anisostachya ungemachi Benoist, 1963

- Gemeinsame Normdatei: 1288609582
- International Standard Name Identifier: 0000 0003 9236 2780
- Système universitaire de documentation: 158890345
- Virtual International Authority File: 286341052